# Escritura pelvi
Pahlaví, pahlevi, pehlvi o pelvi son términos que provienen de pahlawīg (parto), se refiere a una forma escrita del idioma persa, principalmente de la época sasánida, con las siguientes características esenciales:
- uso del alfabeto arameo,
- gran incidencia del idioma arameo expresado como logogramas e ideogramas.

Las composiciones en pelvi se han hallado para dialectos del parto, persa, sogdiano, escita y saka. Independientemente de la variante lingüística para la que se use, la forma escrita solo califica como pelvi si se dan las características ya indicadas.
Pahalavi es en consecuencia una mezcla de:
- Escritura aramea, de la que derivan su alfabeto, ideogramas y algo de su vocabulario.
- Habla irania, de la que derivan sus terminaciones, reglas simbólicas y la mayor parte de su vocabulario.

## Codificación digital
Las letras y sus pronunciaciones pueden encontrarse en tablas en línea.

El pelvi inscripcional y parto inscripcional se agregaron al estándar Unicode en octubre de 2009 con el lanzamiento de la versión 5.2. El pelvi salterial (del Salterio pahlaví) se agregó en junio de 2014 con el lanzamiento de la versión 7.0. Ha habido tres propuestas principales para codificar el pelvi cursivo o de libro.
El bloque Unicode para pelvi inscripcional es U+10B60–U+10B7F:
| Inscriptional Pahlavi Official Unicode Consortium code chart (PDF) |   |   |   |   |   |   |   |   |   |   |   |   |   |   |   |   |
|                                                                    | 0 | 1 | 2 | 3 | 4 | 5 | 6 | 7 | 8 | 9 | A | B | C | D | E | F |
| U+10B6x                                                            | 𐭠 | 𐭡 | 𐭢 | 𐭣 | 𐭤 | 𐭥 | 𐭦 | 𐭧 | 𐭨 | 𐭩 | 𐭪 | 𐭫 | 𐭬 | 𐭭 | 𐭮 | 𐭯 |
| U+10B7x                                                            | 𐭰 | 𐭱 | 𐭲 |   |   |   |   |   | 𐭸 | 𐭹 | 𐭺 | 𐭻 | 𐭼 | 𐭽 | 𐭾 | 𐭿 |

El bloque Unicode para parto inscripcional es U+10B40–U+10B5F:
| Inscriptional Parthian Official Unicode Consortium code chart (PDF) |   |   |   |   |   |   |   |   |   |   |   |   |   |   |   |   |
|                                                                     | 0 | 1 | 2 | 3 | 4 | 5 | 6 | 7 | 8 | 9 | A | B | C | D | E | F |
| U+10B4x                                                             | 𐭀 | 𐭁 | 𐭂 | 𐭃 | 𐭄 | 𐭅 | 𐭆 | 𐭇 | 𐭈 | 𐭉 | 𐭊 | 𐭋 | 𐭌 | 𐭍 | 𐭎 | 𐭏 |
| U+10B5x                                                             | 𐭐 | 𐭑 | 𐭒 | 𐭓 | 𐭔 | 𐭕 |   |   | 𐭘 | 𐭙 | 𐭚 | 𐭛 | 𐭜 | 𐭝 | 𐭞 | 𐭟 |

El bloque Unicode para pelvi salterial es U+10B80–U+10BAF:
| Psalter Pahlavi Official Unicode Consortium code chart (PDF) |   |   |   |   |   |   |   |   |   |   |   |   |   |   |   |   |
|                                                              | 0 | 1 | 2 | 3 | 4 | 5 | 6 | 7 | 8 | 9 | A | B | C | D | E | F |
| U+10B8x                                                      | 𐮀 | 𐮁 | 𐮂 | 𐮃 | 𐮄 | 𐮅 | 𐮆 | 𐮇 | 𐮈 | 𐮉 | 𐮊 | 𐮋 | 𐮌 | 𐮍 | 𐮎 | 𐮏 |
| U+10B9x                                                      | 𐮐 | 𐮑 |   |   |   |   |   |   |   | 𐮙 | 𐮚 | 𐮛 | 𐮜 |   |   |   |
| U+10BAx                                                      |   |   |   |   |   |   |   |   |   | 𐮩 | 𐮪 | 𐮫 | 𐮬 | 𐮭 | 𐮮 | 𐮯 |